# 片桐信與
片桐 信與（かたぎり のぶとも、享保10年（1725年） - 天明4年5月17日（1784年7月4日））は、江戸時代中期の旗本。小泉藩片桐家の分家一族。石州流の茶人。下條信近の子。通称は吉之丞、賴母、長兵衛。
寛保元年（1741年）に遺跡を継ぐ。同3年（1743年）、姓を下條から片桐にあらためる。寛延2年（1749年）4月に本家の片桐貞音と喧嘩になり絶交して、両家出仕を止められる。5月に赦される。のち、御書院番、大的の射手などに列す。将軍徳川家治の鷹狩りの供をしたとき、白鳥を捕獲し献上した。この時、家治は大いに喜び、物を賜り、白鳥を家紋とすることを許される。明和2年（1765年）、番を辞す。安永9年（1780年）致仕し、天明4年（1784年）5月17日死去。享年60。墓所は東京都渋谷区の祥雲寺。
子信馮、孫信任、玄孫信方と家系は幕末まで続く。